# Campeonato Africano de Balonmano Masculino de 2022
El Campeonato Africano de Balonmano Masculino de 2022 es la 25.ª edición del Campeonato Africano de Balonmano Masculino, que tendrá lugar en Marruecos del 11 de junio de 2022 al 18 de julio del mismo año. Sirve de clasificación para el Campeonato Mundial de Balonmano Masculino de 2023.
En principio el campeonato se iba a celebrar en enero de 2022, pero debido a la pandemia de COVID-19 se pospuso a junio. Posteriormente, se volvió a posponer hasta julio, debido a la celebración de los Juegos Mediterráneos de 2022 en las mismas fechas que se propusieron para el campeonato.
El campeonato se iba a disputar originalmente en Marruecos, pero debido a la disputa del Sáhara Occidental, y a un posible boicot de Argelia, se decidió cambiar la sede a Egipto.

## Fase de grupos

### Grupo A
| Equipo    | J | G | E | P | GF | GC | DG  | PTS |
| --------- | - | - | - | - | -- | -- | --- | --- |
| Egipto    | 2 | 2 | 0 | 0 | 76 | 38 | +38 | 4   |
| Marruecos | 2 | 1 | 0 | 1 | 56 | 64 | -8  | 2   |
| Camerún   | 2 | 0 | 0 | 2 | 45 | 75 | -30 | 0   |

- Resultados

| Fecha | Hora  | Partido   | Partido | Partido   | Resultado |
| ----- | ----- | --------- | ------- | --------- | --------- |
| 11.07 | 20:00 | Egipto    | -       | Camerún   | 40-17     |
| 12.07 | 20:00 | Camerún   | -       | Marruecos | 28-35     |
| 13.07 | 20:00 | Marruecos | -       | Egipto    | 21-36     |

### Grupo B
| Equipo  | J | G | E | P | GF | GC | DG  | PTS |
| ------- | - | - | - | - | -- | -- | --- | --- |
| Guinea  | 2 | 2 | 0 | 0 | 63 | 44 | +19 | 4   |
| Argelia | 2 | 1 | 0 | 1 | 47 | 51 | -4  | 2   |
| Gabón   | 2 | 0 | 0 | 2 | 45 | 60 | -15 | 0   |
| Kenia   | 0 | 0 | 0 | 0 | 0  | 0  | 0   | 0   |

- Resultados

| Fecha | Hora  | Partido | Partido | Partido | Resultado |
| ----- | ----- | ------- | ------- | ------- | --------- |
| 11.07 | 12:30 | Gabón   | -       | Guinea  | 22-35     |
| 12.07 | 15:00 | Guinea  | -       | Argelia | 28-22     |
| 13.07 | 17:30 | Argelia | -       | Gabón   | 25-23     |

### Grupo C
| Equipo     | J | G | E | P | GF | GC | DG  | PTS |
| ---------- | - | - | - | - | -- | -- | --- | --- |
| Túnez      | 2 | 2 | 0 | 0 | 60 | 42 | +18 | 4   |
| Cabo Verde | 2 | 1 | 0 | 1 | 59 | 59 | 0   | 2   |
| Nigeria    | 2 | 0 | 0 | 2 | 47 | 65 | -18 | 0   |

- Resultados

| Fecha | Hora  | Partido    | Partido | Partido | Resultado |
| ----- | ----- | ---------- | ------- | ------- | --------- |
| 11.07 | 12:30 | Túnez      | -       | Nigeria | 30-18     |
| 12.07 | 20:00 | Cabo Verde | -       | Nigeria | 35-29     |
| 13.07 | 20:00 | Cabo Verde | -       | Túnez   | 24-30     |

### Grupo D
| Equipo                          | J | G | E | P | GF  | GC  | DG  | PTS |
| ------------------------------- | - | - | - | - | --- | --- | --- | --- |
| Angola                          | 3 | 3 | 0 | 0 | 117 | 80  | +37 | 6   |
| República Democrática del Congo | 3 | 2 | 0 | 1 | 105 | 82  | +23 | 4   |
| Senegal                         | 3 | 1 | 0 | 2 | 98  | 86  | +12 | 2   |
| Zambia                          | 3 | 0 | 0 | 3 | 71  | 143 | -72 | 0   |

- Resultados

| Fecha | Hora  | Partido                         | Partido | Partido                         | Resultado |
| ----- | ----- | ------------------------------- | ------- | ------------------------------- | --------- |
| 11.07 | 10:00 | Angola                          | -       | Zambia                          | 53-24     |
| 11.07 | 15:00 | República Democrática del Congo | -       | Senegal                         | 31-26     |
| 12.07 | 15:00 | Zambia                          | -       | República Democrática del Congo | 24-43     |
| 12.07 | 17:30 | Senegal                         | -       | Angola                          | 25-32     |
| 13.07 | 15:00 | Senegal                         | -       | Zambia                          | 47-23     |
| 13.07 | 17:30 | Angola                          | -       | República Democrática del Congo | 32-31     |

## Fase final

### Cuartos de final
| Equipo 1 | Resultado   | Equipo 2                        |
| -------- | ----------- | ------------------------------- |
| Guinea   | 24-28       | Marruecos                       |
| Angola   | 23-24       | Cabo Verde                      |
| Egipto   | 34-19       | Argelia                         |
| Túnez    | 40-34 (Pr.) | República Democrática del Congo |

### Quinto puesto
|  | Semifinales                     | Semifinales |             |        | 5º puesto | 5º puesto |
|  |                                 |             |             |        |           |           |
|  | 16 de julio                     |             |             |        |           |           |
|  |                                 |             |             |        |           |           |
|  | Guinea                          | 39 (Pr.)    |             |        |           |           |
|  | Guinea                          | 39 (Pr.)    | 18 de julio |        |           |           |
|  | Angola                          | 36          |             |        |           |           |
|  | Angola                          | 36          | Guinea      | 26     |           |           |
|  | 16 de julio                     |             | Guinea      | 26     |           |           |
|  |                                 | Argelia     | 27          |        |           |           |
|  | Argelia (p.)                    | Argelia     | 27          | 36 (4) |           |           |
|  | Argelia (p.)                    |             |             | 36 (4) |           |           |
|  | República Democrática del Congo | 36 (3)      |             |        |           |           |
|  | República Democrática del Congo | 36 (3)      | 7º Puesto   |        |           |           |
|  |                                 |             |             |        |           |           |
|  | 17 de julio                     |             |             |        |           |           |
|  |                                 |             |             |        |           |           |
|  | Angola                          | 28          |             |        |           |           |
|  | Angola                          | 28          |             |        |           |           |
|  | República Democrática del Congo | 30          |             |        |           |           |

### Semifinales y final
|  | Semifinales | Semifinales |             |    | Final | Final |
|  |             |             |             |    |       |       |
|  | 16 de julio |             |             |    |       |       |
|  |             |             |             |    |       |       |
|  | Marruecos   | 19          |             |    |       |       |
|  | Marruecos   | 19          | 18 de julio |    |       |       |
|  | Cabo Verde  | 23          |             |    |       |       |
|  | Cabo Verde  | 23          | Cabo Verde  | 25 |       |       |
|  | 16 de julio |             | Cabo Verde  | 25 |       |       |
|  |             | Egipto      | 37          |    |       |       |
|  | Egipto      | Egipto      | 37          | 29 |       |       |
|  | Egipto      |             |             | 29 |       |       |
|  | Túnez       | 27          |             |    |       |       |
|  | Túnez       | 27          | 3ª plaza    |    |       |       |
|  |             |             |             |    |       |       |
|  | 18 de julio |             |             |    |       |       |
|  |             |             |             |    |       |       |
|  | Marruecos   | 28          |             |    |       |       |
|  | Marruecos   | 28          |             |    |       |       |
|  | Túnez       | 24          |             |    |       |       |

| Campeonato Africano 2022 |
| ------------------------ |
|                          |
| Egipto 8.o Título        |

## Medallero
| Egipto | Cabo Verde | Marruecos |
| Ahmed El-Ahmar Ahmed Mesilhy Ahmed Nafea Ahmed Nasralla Akram Saad Ali Zein Hassan Kaddah Ibrahim El-Masry Karim Hendawy Mohab Abdelhak Mohamed Ali Mohamed El-Tayar Mohamed Mamdouh Mohammad Sanad Mohsen Mahmoud Omar El-Wakil Shady Ramadan Seif El-Deraa Yahia Omar Yehia El-Deraa | Admilson Furtado Bruno Landim Délcio Pina Edmilson Araújo Edmilson Gonçalves Elledy Semedo Felisberto Landim Flávio Fortes Gilson Correia Gualther Furtado Ivo Santos Leandro Semedo Luís Almeida Nélson Pina Paulo Andrade Paulo Moreno | Ali Laâroussi Amine Harchaoui Hicham Hakimi Jamal Ouaali Lahcen Bellimam Mehdi Ighirri Mehdi Ismaili Alaoui Mohamed Bentaleb Mohamed Ezzine Mohamed Zaher Mohamed Zaroili Nabil Slassi Nacym Fougani Redouane Braout Saïf El Malki Yassine Belhou Yassine Idrissi |
| Roberto García Parrondo (seleccionador) | Ljubomir Obradović (seleccionador) | Noureddine Bouhaddioui (seleccionador) |

## Clasificación general
| Posición | Equipo                          |
| -------- | ------------------------------- |
|          | Egipto CM                       |
|          | Cabo Verde CM                   |
|          | Marruecos CM                    |
| 4        | Túnez CM                        |
| 5        | Argelia CM                      |
| 6        | Guinea                          |
| 7        | República Democrática del Congo |
| 8        | Angola                          |
| 9        | Gabón                           |
| 10       | Nigeria                         |
| 11       | Senegal                         |
| 12       | Camerún                         |
| 13       | Zambia                          |